# Tipula (Lunatipula) dedecor
Tipula (Lunatipula) dedecor is een tweevleugelige uit de familie langpootmuggen (Tipulidae). De soort komt voor in het Palearctisch gebied.